# 阿龍·辛康
阿龍·辛康（Arung Singkang）18世紀初亞洲印度尼西亞所屬馬來布吉部族的王室貴族。因為家族失勢，早年被流放於婆羅洲，1737年，他率眾回布吉所轄領地，並奪取印尼瓦佐等地，並統治該地。